# Jardim de Luís de Camões
O Jardim Luís de Camões é um parque da Freguesia de Santo António, em Macau. Inaugurado em meados do século XVIII, tem o nome em homenagem ao poeta português Luís Vaz de Camões.

## História
O Jardim de Luís de Camões situa-se na Praça de Luís de Camões junto à Igreja de Santo António, e é um dos parques mais antigos de Macau. Foi criado em meados do século XVIII, como um jardim anexo ao palacete de um rico comerciante português. Anos mais tarde, a Companhia Britânica da Índia Oriental comprou o palacete e fixou ali a sua sede.
No jardim há uma gruta constituída por três grandes rochedos facetados, e dentro dela, há um busto de bronze do poeta português Luís Vaz de Camões, de autoria do escultor Manuel Maria Bordalo Pinheiro. No pedestal estão gravadas as estâncias I, II e III do Canto I de Os Lusíadas e na parte de trás, a sua tradução em chinês.
Em 1885, a propriedade foi vendida ao Governo de Macau e transformada num jardim público. Em 1920, a casa senhorial foi transformada no Museu Luís de Camões, que permaneceu ali até 1989, quando o palacete foi novamente vendido, dessa vez para se tornar sede da Fundação Oriente.
Na entrada do jardim vê-se a escultura Abraço, de Irene Vilar, instalada na parte central de uma fonte concluída em 1996. Ao redor desta escultura, e ao longo da escadaria que nos leva à Gruta de Camões, há com painéis feitos em pedra portuguesa, alusivos aos cantos de Os Lusíadas. Estes desenhos foram adaptados por Jorge Estrela com base em desenhos do mestre Lima de Freitas.
Há também um mirante no ponto mais alto do jardim, construído em 1787 por Jean François de Galaup, Conde de la Perouse, um geógrafo e explorador francês, para a realização de pesquisas astronômicas.
O parque também abriga a estátua de André Kim Taegon (1821-1846), o primeiro mártir coreano que estudou em Macau entre 1837 e 1842. O monumento foi oferecido pela Conferência Episcopal da Coreia à Diocese de Macau, em 1986.
O Jardim de Luís de Camões também é sede da Biblioteca Pública de Macau - Wong Ieng Kuan.